# De zwarte zwevers
De zwarte zwevers is een stripverhaal uit de Vierkleurenreeks van Suske en Wiske. Het is geschreven door Peter Van Gucht en getekend door Luc Morjaeu. Het album kwam uit op 7 november 2017.

## Personages
- Suske, Wiske, Schanulleke, Lambik, Faya, Rayiva, Yoezina, generaal Dorizo, Dobil, Mikol, Humidici

## Locaties
- Gezonken schip van Columbus, Humidus, paleis, kelpveld

## Verhaal
De vrienden ontdekken het mythische vierde schip van Columbus. De Bacardicolla zou flessen rum en goud aan boord hebben gehad. Terwijl ze een kist onderzoeken, wordt Schanulleke gestolen. Wiske achtervolgt haar poppetje samen met Suske. Een soort menselijke vis redt Suske van een pijlinktvis, maar ze raakt zelf gewond. Ze wordt aan boord gebracht en blijkt Schanulleke te hebben gepakt, omdat ze hulp nodig heeft. Ze vertelt dat ze Faya heet en vraagt de vrienden om mee te komen naar Humidus; de stad onder water. Daar aangekomen horen de vrienden dat Faya de dochter is van koning Rayiva van Humidus, hij verbiedt de onderdanen om de stad te verlaten. Er is angst voor de zwarte zwevers, de schaduwen van de boten die op het water drijven. Een vriendin van Faya is wetenschapper en vertelt dat de vaartuigen geen levende wezens zijn, maar bestuurd worden door bovenwezens(mensen) die erg op de bevolking van Humidus lijken. Yoezina zetelt in de raad der wijzen en verzamelde bewijsmateriaal, maar werd gestraft en wordt binnenkort in een kwallenbad gegooid. Hier zal ze eeuwig slapen door het gif. Faya wil dit proberen te voorkomen door bewijs aan te leveren over het bestaan van de bovenwezens door een van de vrienden te laten zien.
De koning hoort van generaal Dorizo dat de stadspoort geopend is en wil weten wie er zonder toestemming de stad uit is geweest. Hij is dankbaar dat Yoezina als een moeder is geweest voor zijn dochter Faya na de dood van zijn vrouw Zafalji. Hij geeft nog één kans om de straf te ontlopen, als Yoezina het bestaan van de bovenwezens ontkent. Ze weigert dit, waarop de koning de straf voltrekt. Iets later komt Faya met Suske bij de koning, hij vertelt dat ook zij in het kwallenbad moet gaan als bekend wordt dat ze een bovenwezen heeft meegenomen. Hij verstopt Suske en laat Faya naar haar kamer brengen, maar dan komt de generaal en vertelt dat er aanwijzingen zijn dat degene die buiten de poort is geweest nu bij het paleis aanwezig is. De koning stuurt de wachters weg, maar ze vertrouwen het niet. Faya besluit Suske en Lambik te halen, terwijl de koning Suske naar het kwallenbad leidt. Suske hoort dat de vrouw van de koning net zo nieuwsgierig was als haar dochter en gedood werd door een harpoen. Ze stierf in zijn armen en de koning besloot dat niemand contact mocht hebben met de bovenwezens.
Net voordat de koning de kwallen op Suske af wil sturen, wordt hij tegengehouden door Faya en Wiske. De koning weigert, maar dan besluit Faya ook in de kooi te kruipen. Als de koning de kwallen binnenlaat, zullen niet alleen Suske en Wiske door het gif in slaap worden gebracht. De koning besluit de kinderen te laten gaan, op voorwaarde dat ze nooit over de stad onder water zullen spreken. Dit wordt allemaal gezien door de wachters en zij besluiten Lambik, die onder invloed is van alcohol dat aanwezig was in de geheime bergplaats van de gevonden spullen van de bovenwezens, gevangen te nemen. Lambik kan de wachters verslaan en hij gaat met Suske, Wiske en Faya naar de stadspoort. Daar worden ze door de generaal tegengehouden en Lambik wordt verdoofd en naar het paleis gebracht. Faya stuurt Suske en Wiske naar het kelpveld en houdt zelf de wachters tegen. Suske en Wiske gaan naar het paleis om Lambik te redden. Ze horen dat de generaal van plan is om de koning af te zetten.
De koning denkt zelf dat de generaal hem helpt om zijn dochter bij zich te kunnen houden. Hij vertelt Faya dat de bovenwezens naar huis zijn gegaan. De koning moet elk jaar herkozen worden en vraagt de bevolking of ze nog achter zijn beleid staan. Hij ontkent het bestaan van de bovenwezens en roept uit dat het nog altijd verboden is de stad te verlaten. Dan komt Lambik tevoorschijn en vertelt dat de prinses hem heeft uitgenodigd. De wachters brengen Lambik naar het kwallenbad, maar dan roept Faya dat ze inderdaad de bovenwezens heeft uitgenodigd. De koning doet afstand van zijn troon, maar dan komen Suske en Wiske tevoorschijn en vertellen dat alles een plan was van de generaal. De bevolking accepteert de aanwezigheid van de bovenwezens. De generaal zint echter op wraak en schiet een pijl af op Faya. Suske voorkomt dat ze wordt geraakt, maar raakt zelf gewond.
De generaal wordt veroordeeld tot het kwallenbad. Faya wordt koningin van Humidus. Haar vader beseft dat ze veel eerlijker en moediger is dan hijzelf. Ook Yoezina is hersteld, nog voordat ze haar straf kreeg ontdekte ze een tegengif tegen het gif van de kwallen. Ze heeft de vader van Faya vergeven. Suske is gek op Faya en dit is wederzijds, maar Suske besluit toch mee terug te gaan met Lambik en Wiske. Aan boord ontdekt Lambik dat hij niet beroemd zal worden met zijn foto's van de onderwaterstad. Hij kan zijn camera niet vinden. Deze blijkt met alle andere gevonden voorwerpen van de bovenwezens  in de grot van Yoezina te liggen.

## Achtergronden
Het verhaal heeft enige overeenkomsten met de animatieserie Snorkels, waarin een onderwaterwereld wordt beschreven door de kapitein van een gezonken schip.
Ook zijn er overeenkomsten met de Disney-film De kleine zeemeermin uit 1989, gebaseerd op het gelijknamige sprookje van Hans Christian Andersen. In dit verhaal is het voor de bewoners van de onderwaterwereld verboden om contact te hebben met de mensen, maar de prinses kan toch haar nieuwsgierigheid niet bedwingen. Ze verzamelt dingen van mensen in een geheime grot en raakt verliefd op een menselijke prins.